# Klara Maria pomorska
Klara Maria (ur. 10 lipca 1574 we Franzburgu, zm. 19 lutego 1623 na zamku w Hitzacker) – księżniczka pomorska, księżna meklembursko-szweryńska na Güstrowie, a następnie księżna brunszwicko-lüneburska na Dannenbergu, córka Bogusława XIII z rodu Gryfitów.

## Życiorys
Była drugim dzieckiem, a zarazem najstarszą córką ówczesnego księcia na Bardzie i Nowopolu (Neuencamp), Bogusława XIII i jego pierwszej żony Klary, księżniczki brunszwickiej. Imiona otrzymała po matce i babce Klarze, księżniczce sasko-lauenburskiej. 
Po raz pierwszy stanęła na ślubnym kobiercu 7 października 1593 w Bardo. Wybrankiem był Zygmunt August, książę meklembursko-szweryński na Güstrowie. Po jego śmierci, 5 września 1600, wyszła za mąż powtórnie, tym razem za Augusta Młodszego, księcia brunszwicko-lüneburskiego na Dannenbergu. Ślub odbył się 13 grudnia 1607 w Strelitz. Z tego małżeństwa pochodziło dwoje dzieci (oboje urodziły się martwe) – córka, urodzona 17 kwietnia 1609 i syn – 10 maja 1610. 
Klara Maria zmarła na zamku w Hitzacker 19 lutego 1623, a pochowana została w kościele parafialnym św. Jana w Dannenbergu (Elbe) 4 kwietnia tegoż roku. Sarkofag ze szczątkami został otwarty w 1812.

## Genealogia
| Filip I wołogoski ur. 14/15 VII 1515 zm. 14 II 1560 | Filip I wołogoski ur. 14/15 VII 1515 zm. 14 II 1560 |                                              |                                              | Maria saska ur. 15 XII 1516 zm. w okr. 5–7 I 1583 | Maria saska ur. 15 XII 1516 zm. w okr. 5–7 I 1583 |  |  | Franciszek ur. ? zm. ? | Franciszek ur. ? zm. ? |                                  |                                  | Klara ur. ? zm. ? | Klara ur. ? zm. ? |
|                                                     |                                                     |                                              |                                              |                                                   |                                                   |  |  |                        |                        |                                  |                                  |                   |                   |
|                                                     |                                                     |                                              |                                              |                                                   |                                                   |  |  |                        |                        |                                  |                                  |                   |                   |
|                                                     |                                                     | Bogusław XIII ur. 9 VIII 1544 zm. 7 III 1606 | Bogusław XIII ur. 9 VIII 1544 zm. 7 III 1606 |                                                   |                                                   |  |  |                        |                        | Klara ur. 1 I 1550 zm. 26 I 1598 | Klara ur. 1 I 1550 zm. 26 I 1598 |                   |                   |
|                                                     |                                                     |                                              |                                              |                                                   |                                                   |  |  |                        |                        |                                  |                                  |                   |                   |
|                                                     |                                                     |                                              |                                              |                                                   |                                                   |  |  |                        |                        |                                  |                                  |                   |                   |
|                                                     |                                                     |                                              |                                              |                                                   |                                                   |  |  |                        |                        |                                  |                                  |                   |                   |

|                                     |                                     | 1 Zygmunt August ur. 11 XI 1560 zm. 5 IX 1600 OO 7 X 1593 | 1 Zygmunt August ur. 11 XI 1560 zm. 5 IX 1600 OO 7 X 1593 | Klara Maria (ur. 10 VII 1574, zm. 19 II 1623) | Klara Maria (ur. 10 VII 1574, zm. 19 II 1623) | 2 August Młodszy ur. 17 IX 1666 zm. 26 I 1598 OO 13 XII 1607 | 2 August Młodszy ur. 17 IX 1666 zm. 26 I 1598 OO 13 XII 1607 |  |  |
|                                     |                                     |                                                           |                                                           |                                               |                                               |                                                              |                                                              |  |  |
|                                     |                                     |                                                           |                                                           |                                               |                                               |                                                              |                                                              |  |  |
|                                     | 2                                   |                                                           | 2                                                         |                                               |                                               |                                                              |                                                              |  |  |
| NN, syn ur. 10 V 1610 zm. 10 V 1610 | NN, syn ur. 10 V 1610 zm. 10 V 1610 | NN, córka ur. 17 IV 1609 zm. 17 IV 1609                   | NN, córka ur. 17 IV 1609 zm. 17 IV 1609                   |                                               |                                               |                                                              |                                                              |  |  |